# Cryptops religens
Cryptops religens är en mångfotingart som beskrevs av Chamberlin och Wang in Wang 1951. Cryptops religens ingår i släktet Cryptops och familjen Cryptopidae.
Artens utbredningsområde är Filippinerna. Inga underarter finns listade i Catalogue of Life.